# Bommanahalli
Bommanahalli è una città dell'India di 201.220 abitanti, situata nel distretto di Bangalore Rurale, nello stato federato del Karnataka. In base al numero di abitanti la città rientra nella classe I (da 100.000 persone in su).

## Geografia fisica
La città è situata a 12° 29' 23 N e 77° 21' 38 E.

## Società

### Evoluzione demografica
Al censimento del 2001 la popolazione di Bommanahalli assommava a 201.220 persone, delle quali 108.040 maschi e 93.180 femmine. I bambini di età inferiore o uguale ai sei anni assommavano a 24.264, dei quali 12.398 maschi e 11.866 femmine. Infine, coloro che erano in grado di saper almeno leggere e scrivere erano 143.427, dei quali 82.660 maschi e 60.767 femmine.